# 2315 Czechoslovakia
2315 Czechoslovakia (1980 DZ) là một tiểu hành tinh vành đai chính được phát hiện ngày 19 tháng 2 năm 1980 bởi Z. Vavrova ở đài thiên văn Klet.